# 1352
1352 је била преступна година.

## Догађаји
- Грађански рат у Византији (1352—1357) Победа Јована Палеолога

## Смрти
- Басараб I
- Бранко Растислалић

- Градислав Бориловић

- Папа Климент VI